# Domingo Figarola-Caneda
Domingo Figarola-Caneda (1852-1926) fue un escritor, periodista, bibliógrafo y editor cubano, primer director de la Biblioteca Nacional de Cuba.

## Biografía
Nació el 17 de enero de 1852 en La Habana. Hizo sus primeros estudios en el colegio de José Alonso y Delgado, de su ciudad natal. Graduado de bachiller, ingresó en la Universidad como alumno de la Facultad de Medicina, cuyos estudios no continuó. Cuando ocurrieron los luctuosos sucesos del año 1871 (véanse los artículos Gonzalo Castañón y Fusilamiento de los Ocho Estudiantes de Medicina) era alumno del primer año de medicina. Se inició en la vida literaria como periodista en 1876, fundando El Mercurio, que tuvo poca duración. Dos años después colaboró en El Almendares, de Diego Vicente Tejera, y en 1880 figuraba de gacetillero en El Triunfo.
En 1887 salió para Barcelona para hacerse cargo de la dirección de la revista La Ilustración Cubana. Extinguida esta publicación, se trasladó a París, desde donde escribía para El País, de La Habana, su "Crónica Parisiense" (abril a noviembre de 1889), que firmaba con el seudónimo de "Raúl Rid". Fue también corresponsal de La Lucha en esa época. Volvió a La Habana a principios de 1890, y durante los tres años que permaneció aquí colaboró en diversos periódicos y revistas, como El País, La Lucha, El Triunfo, La Tarde, Habana Elegante, El Fígaro y Revista Cubana, entre otros.
De ideología nacionalista cubana, en política perteneció en primera instancia al partido autonomista; pero cuando estalló el grito de Baire, pasó a defender la causa independentista. Fue fundador del periódico La República Cubana, que dirigió desde enero de 1896 hasta agosto del año siguiente. El semanario se imprimía fuera de París, en Troi. Sin recursos apenas, pues la subvención que recibía de la Delegación Cubana, de Nueva York, era insignificante, la publicación de La República Cubana se alargó diecinueve meses. La parte biográfica y bibliográfica estuvo casi siempre desempeñada por Figarola, amén de las informaciones políticas que firmó con los seudónimos de "Cacarajicara", "Hatuey" y "K Limete". Durante esa época hizo también propaganda por la independencia de Cuba en Le Monde Ilustré y Le Quotinien Illustré de París y en Le Patrióte Illustré de Bruselas.
Firmada la guerra de Independencia, fue nombrado delegado de Cuba en los Congresos Internacionales de Bibliografía y de Bibliotecario. También figuró en la Exposición de París de 1900, donde lo encontraron los cubanos Gonzalo de Quesada y Benjamín Giberga, quienes le encargaron la composición del Catálogo de la Sección de Cuba en la dicha exposición. El último año de su estancia en la capital francesa, escribió en L'Intermediare des Chercheurs et Curieux varios artículos de carácter bibliográfico e histórico. El primer Gobierno Interventor americano de Cuba le encomendó la fundación de la Biblioteca Nacional de Cuba, de la que fue nombrado director en octubre de 1901, posición que mantuvo hasta 1918. Fue también miembro fundador de la Academia de la Historia de Cuba.
En la última etapa de su vida (1901-1926) se dedicó especialmente a cultivar la bibliografía e historiografía cubanas, con bibliografías de Rafael María Merchán, Ramón Meza y Suárez Inclán y José de la Luz y Caballero. También fue autor de obras de carácter histórico-literario, en opinión de Francisco G. del Valle de menor valor, como las tituladas Plácito (Poeta cubano), José Antonio Saco.—Documentos para su vida, Milanés y Plácido, Escudos primitivos de Cuba, Cartografía cubana del British Museum, Memorias inéditas de la Avellaneda y un Diccionario de seudóninos. También trabajó en el estudio de literatos como José María Heredia, la condesa de Merlin y Gertrudis Gómez de Avellaneda. Falleció el 14 de marzo de 1926. Organizaba tertulias literarias en su domicilio.